# Municipio de Green (condado de Harrison)
El municipio de Green (en inglés: Green Township) es un municipio ubicado en el condado de Harrison en el estado estadounidense de Ohio. En el año 2010 tenía una población de 1887 habitantes y una densidad poblacional de 20,45 personas por km².

## Geografía
El municipio de Green se encuentra ubicado en las coordenadas 40°17′58″N 80°55′50″O / 40.29944, -80.93056. Según la Oficina del Censo de los Estados Unidos, el municipio tiene una superficie total de 92.26 km², de la cual 91,02 km² corresponden a tierra firme y (1,34 %) 1,24 km² es agua.

## Demografía
Según el censo de 2010, había 1887 personas residiendo en el municipio de Green. La densidad de población era de 20,45 hab./km². De los 1887 habitantes, el municipio de Green estaba compuesto por el 97,4 % blancos, el 0,95 % eran afroamericanos, el 0,26 % eran amerindios, el 0,21 % eran asiáticos, el 0,11 % eran de otras razas y el 1,06 % eran de una mezcla de razas. Del total de la población el 0,48 % eran hispanos o latinos de cualquier raza.